# Brucebo
Brucebo este o arie protejată (arie specială de conservare — SAC, sit de importanță comunitară — SCI) din Suedia întinsă pe o suprafață de 33,9 ha, integral pe uscat.

## Localizare
Centrul sitului Brucebo este situat la coordonatele 57°41′10″N 18°20′53″E / 57.6861°N 18.3481°E.

## Înființare
Situl Brucebo a fost declarat sit de importanță comunitară în decembrie 1995 pentru a proteja . Situl a fost protejat și ca arie specială de conservare în martie 2011.

## Biodiversitate
Situată în ecoregiunile boreală și marină baltică, aria protejată conține 11 habitate naturale: Pante stâncoase calcaroase cu vegetație casmofită, Taiga vestică, Mlaștini alcaline, Pășuni din zone de pădure fino-scandinave, Vegetație perenă pe țărmurile stâncoase, Pajiști cu Molinia pe soluri calcaroase, turboase sau argilos-nămoloase (Molinion caeruleae), Izvoare petrifiante cu formare de travertin (Cratoneurion), Pășuni de coastă din Baltica boreală, Mlaștini calcaroase cu Cladium mariscus și specii de Caricion davallianae, Pajiști uscate seminaturale și facies de acoperire cu tufișuri pe substraturi calcaroase (Festuco-Brometalia) (* situri importante pentru orhidee), Terase mlăștinoase și terase nisipoase neacoperite de apă la reflux.
La baza desemnării sitului se află un număr nedeclarat de specii protejate: